# 昂贝略昂比热
昂贝略昂比热（法語：Ambérieu-en-Bugey，法語發音：[ɑ̃beʁjø ɑ̃ byʒɛ] ⓘ），法国东部城市，奥弗涅-罗讷-阿尔卑斯大区安省的一个市镇，隶属于贝莱区，其市镇面积为24.6平方公里，2022年1月1日时人口数量为15,554人，是该省人口第四多的市镇，在法国城市中排名第686位。
昂贝略昂比热位于安省南部，是一个区域性的中心城市，也是法国东部的一个区域性铁路枢纽，里昂－日内瓦铁路和马孔－昂贝略铁路在此交汇。

## 地名来源
“昂贝略”一名来源于高卢时期在此活动的昂巴尔人，其名称最初以“Villa Ambariacus”的形式被记载，意为“昂巴尔人的村落”，后逐渐衍变成为Ambérieu
。“比热”则是其附近的一个传统地区。
“Ambérieu-en-Bugey”自1955年起成为当地的官方名称，但单独的“Ambérieu”在现代亦可指代该市，如当地的火车站就保留了原名。

## 历史

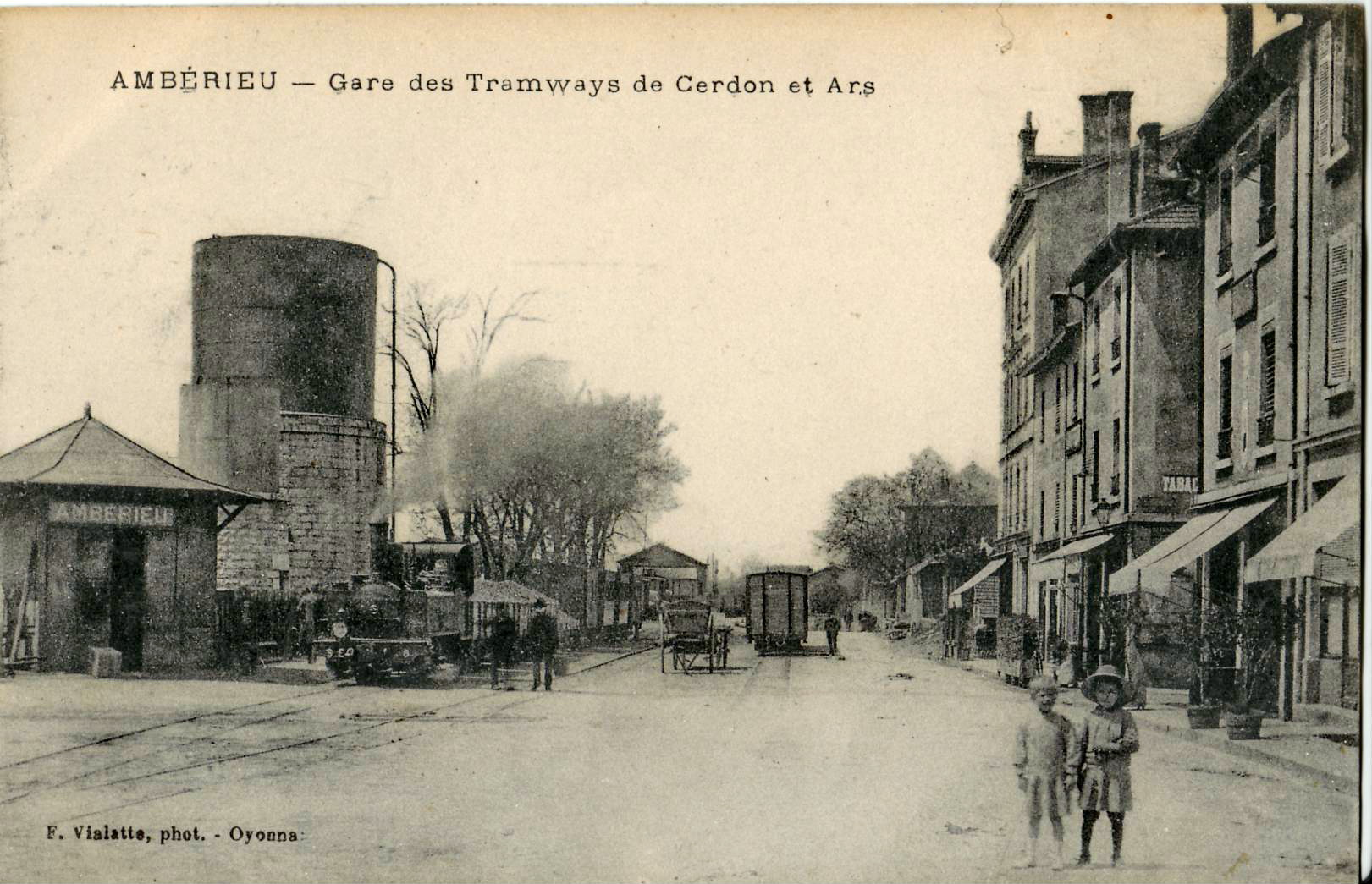
20世纪初的昂贝略昂比热

昂贝略昂比热境内曾发现古罗马人活动的遗迹，但缺乏对此地的详细记载。中世纪时，昂贝略长期为一个普通村落，为萨瓦公国的一处领地。14世纪初，萨瓦公爵曾主持在昂贝略修建城塞。1601年，根据《里昂条约》，昂贝略所处的比热地区被法兰西王国继承，成为勃艮第行省的一部分。法国大革命后，昂贝略昂比热成为安省的一个市镇。工业革命期间，法国东部的两条铁路干线：里昂－日内瓦铁路和马孔－昂贝略铁路在昂贝略交汇，当地修建了大型铁路调车场，并由此出现了规模宏大的铁路工人宿舍。1955年，昂贝略更名为“昂贝略昂比热”。20世纪末，随着里昂的城市扩张及通勤化区域列车的开行，昂贝略昂比热逐渐发展成为里昂的一个远郊卫星城。

## 地理

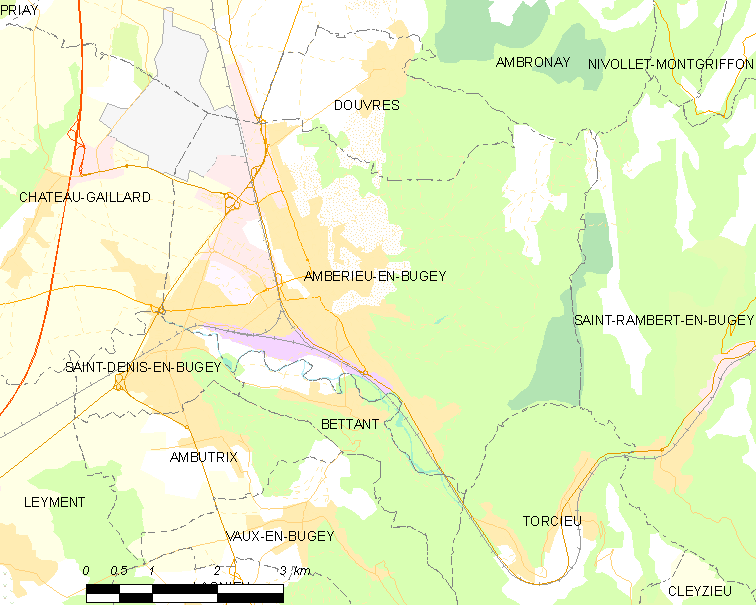
昂贝略昂比热市镇范围地图

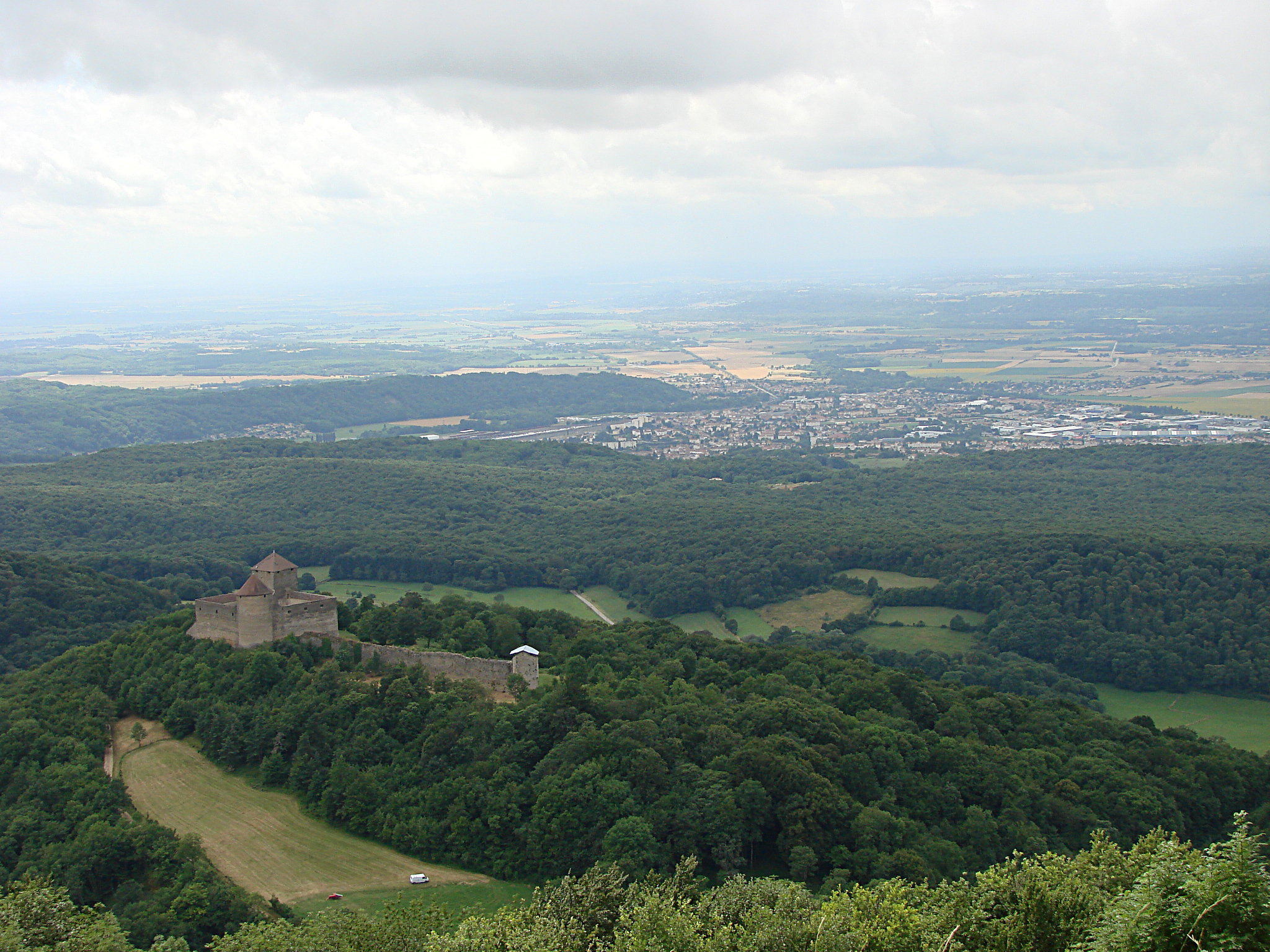
远眺圣日耳曼城塞和后方的昂贝略昂比热市区

昂贝略昂比热位于法国东部偏南，奥弗涅-罗讷-阿尔卑斯大区东北部和安省南部，距离省会布雷斯地区布尔格大约31公里。与昂贝略昂比热接壤的市镇包括：昂布罗奈、贝唐、加亚尔堡、杜夫尔、比热地区圣但尼、比热地区圣朗贝尔、托尔雪。

### 地形
昂贝略昂比热位于安河平原和汝拉山脉的过渡地区，境内以平原和丘陵为主，市镇中心地势较为平坦，东部则有较大起伏，全境海拔在237到753米之间。

### 水文
阿尔巴里讷河自东向西流经昂贝略昂比热市中心，该河是安河的支流，后者为法国五大河流之一。

### 植被
昂贝略昂比热属于温带阔叶混交林区，市镇范围内的东部山地有大片森林分布。
在鲜花城市的评比中，昂贝略昂比热被评为2星级鲜花城市。

### 气候
昂贝略昂比热在柯本气候分类法中属于温带海洋性气候，但因其距离大西洋相对较远，故又有一定的大陆性特征。
昂贝略昂比热境内设有气象站，以下为该气象站的数据：
| 昂贝略昂比热1981年－2019年 | 昂贝略昂比热1981年－2019年 | 昂贝略昂比热1981年－2019年 | 昂贝略昂比热1981年－2019年 | 昂贝略昂比热1981年－2019年 | 昂贝略昂比热1981年－2019年 | 昂贝略昂比热1981年－2019年 | 昂贝略昂比热1981年－2019年 | 昂贝略昂比热1981年－2019年 | 昂贝略昂比热1981年－2019年 | 昂贝略昂比热1981年－2019年 | 昂贝略昂比热1981年－2019年 | 昂贝略昂比热1981年－2019年 | 昂贝略昂比热1981年－2019年 |
| 月份                       | 1月                        | 2月                        | 3月                        | 4月                        | 5月                        | 6月                        | 7月                        | 8月                        | 9月                        | 10月                       | 11月                       | 12月                       | 全年                       |
| -------------------------- | -------------------------- | -------------------------- | -------------------------- | -------------------------- | -------------------------- | -------------------------- | -------------------------- | -------------------------- | -------------------------- | -------------------------- | -------------------------- | -------------------------- | -------------------------- |
| 历史最高温 °C（°F）        | 18.1 (64.6)                | 22.9 (73.2)                | 26.6 (79.9)                | 29.1 (84.4)                | 34.4 (93.9)                | 38.1 (100.6)               | 40.2 (104.4)               | 40.3 (104.5)               | 35.4 (95.7)                | 28.9 (84.0)                | 23.2 (73.8)                | 21.3 (70.3)                | 40.3 (104.5)               |
| 平均高温 °C（°F）          | 5.9 (42.6)                 | 7.9 (46.2)                 | 12.7 (54.9)                | 16.1 (61.0)                | 20.4 (68.7)                | 24.1 (75.4)                | 27 (81)                    | 26.6 (79.9)                | 22 (72)                    | 16.9 (62.4)                | 10.3 (50.5)                | 6.5 (43.7)                 | 16.4 (61.5)                |
| 日均气温 °C（°F）          | 2.5 (36.5)                 | 3.8 (38.8)                 | 7.5 (45.5)                 | 10.5 (50.9)                | 14.9 (58.8)                | 18.2 (64.8)                | 20.8 (69.4)                | 20.3 (68.5)                | 16.4 (61.5)                | 12.5 (54.5)                | 6.6 (43.9)                 | 3.5 (38.3)                 | 11.5 (52.7)                |
| 平均低温 °C（°F）          | −0.8 (30.6)                | −0.3 (31.5)                | 2.3 (36.1)                 | 5 (41)                     | 9.4 (48.9)                 | 12.3 (54.1)                | 14.6 (58.3)                | 14 (57)                    | 10.9 (51.6)                | 8.1 (46.6)                 | 3 (37)                     | 0.4 (32.7)                 | 6.6 (43.9)                 |
| 历史最低温 °C（°F）        | −26.9 (−16.4)              | −20.8 (−5.4)               | −15.5 (4.1)                | −6.1 (21.0)                | −3.3 (26.1)                | 1.3 (34.3)                 | 3.6 (38.5)                 | 1 (34)                     | −1.2 (29.8)                | −7.2 (19.0)                | −10 (14)                   | −17.3 (0.9)                | −26.9 (−16.4)              |
| 平均降水量 mm（）          | 83.7 (3.30)                | 73.3 (2.89)                | 80.1 (3.15)                | 95.2 (3.75)                | 116.6 (4.59)               | 91.7 (3.61)                | 77.7 (3.06)                | 82.1 (3.23)                | 111 (4.4)                  | 120.1 (4.73)               | 107.6 (4.24)               | 95.3 (3.75)                | 1,134.4 (44.66)            |
| 月均日照時數               | 71.7                       | 96.9                       | 166.5                      | 187.7                      | 215.6                      | 250.1                      | 284.9                      | 252.2                      | 183.6                      | 120                        | 68.9                       | 50.2                       | 1,948.3                    |
| 来源：infoclimat.fr        |                            |                            |                            |                            |                            |                            |                            |                            |                            |                            |                            |                            |                            |

## 行政区划
昂贝略昂比热是法国奥弗涅-罗讷-阿尔卑斯大区安省的一个市镇，编号为01004。昂贝略昂比热隶属于贝莱区和安省第五选区，管理昂贝略昂比热县，同时也是安省平原市镇公共社区的办公驻地。
法国国家统计与经济研究所（简称）在进行数据统计时，将昂贝略昂比热及相邻的另外4个市镇设为昂贝略昂比热城市核心区，并将包括核心区在内的周边共499个市镇划为里昂城市区。自2020年起，里昂城市区被拆分，昂贝略昂比热被划出，并与附近的另外14个市镇组成了昂贝略昂比热城市辐射区。此外，还将昂贝略昂比热市镇分为了4个“块区”（IRIS），以便于统计人口分布情况。

## 交通

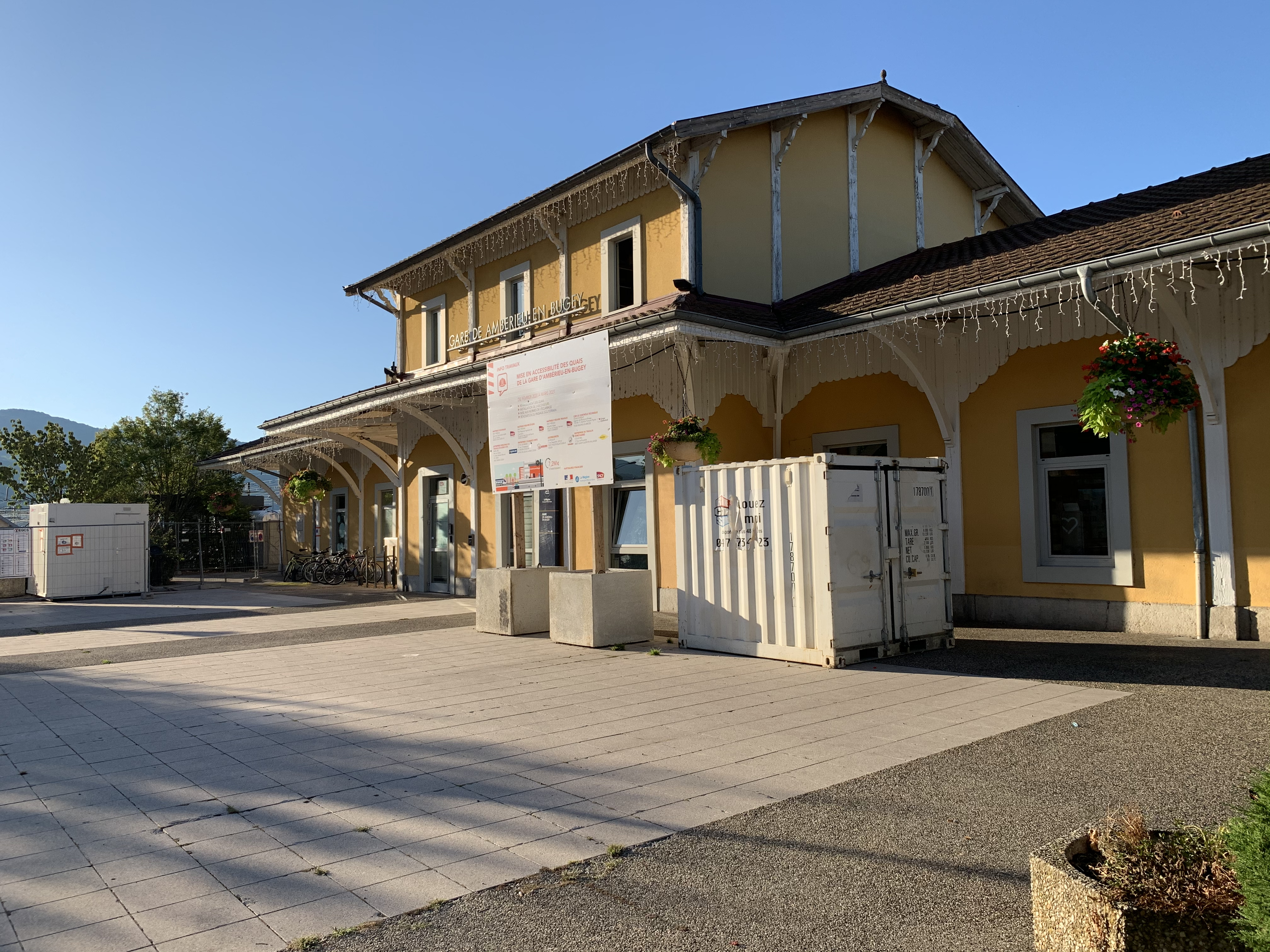
昂贝略火车站主站房（正面）

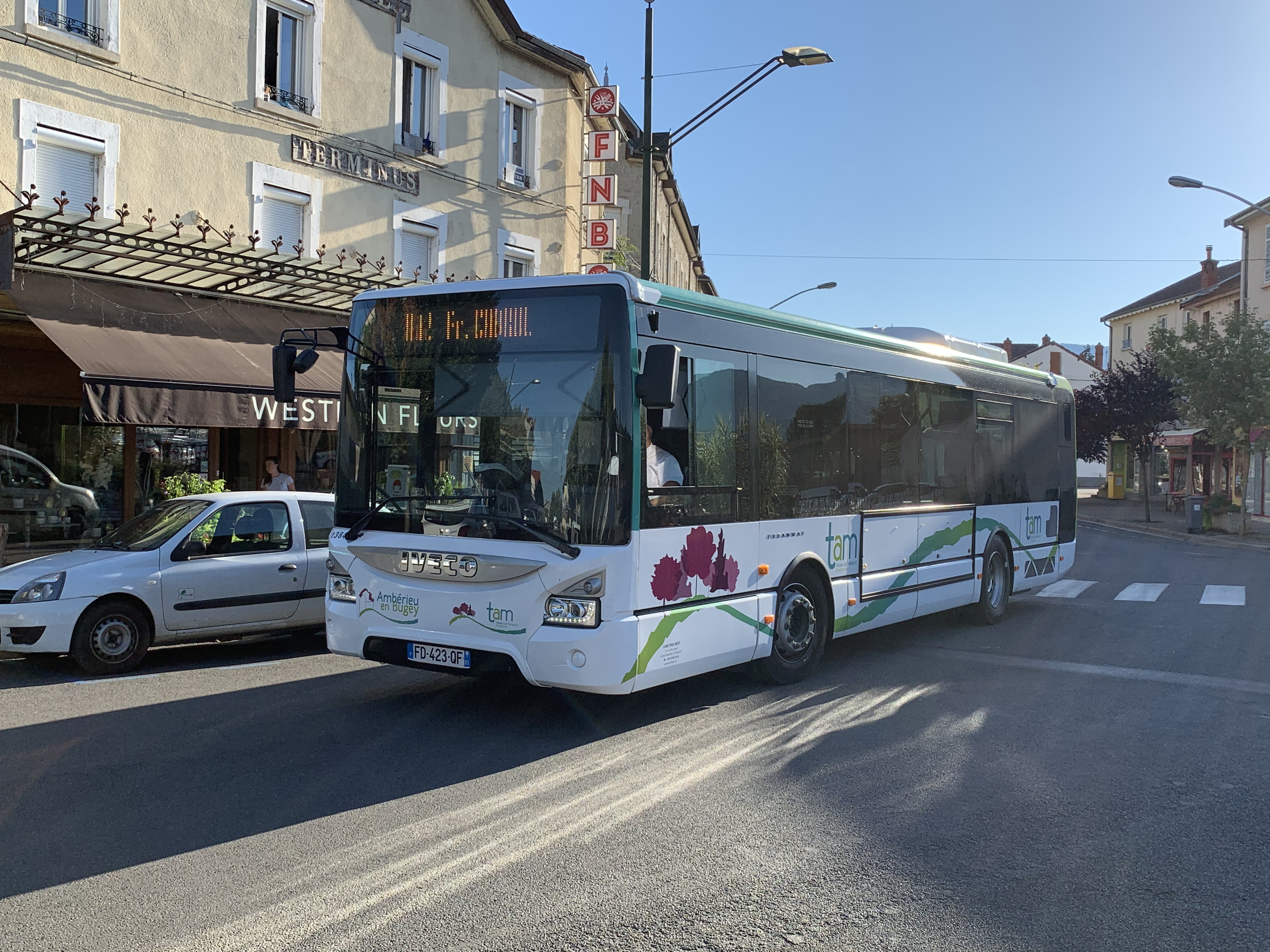
昂贝略昂比热公交

### 公路
A42高速公路的8号出入口可通向昂贝略昂比热市区，此外多条安省省道在昂贝略昂比热境内交汇，奥弗涅-罗讷-阿尔卑斯大区下属的城际客运提供巴士线路，可前往周边部分市镇。
2017年，75.2%的昂贝略昂比热家庭拥有至少一辆私人汽车。2019年，昂贝略昂比热境内共发生各类交通事故8起，造成14人受伤。

### 铁路
昂贝略昂比热位于里昂－日内瓦铁路和马孔－昂贝略铁路的交汇处，是法国东部的一个区域性铁路枢纽。昂贝略站位于市区西南部，停靠四条线路的区域列车：
- 里昂—昂贝略—贝勒加德—日内瓦/埃维昂/圣热尔韦莱班（仅停大站，每天8班左右）
- 圣艾蒂安—里昂—昂贝略（停靠沿途所有车站，工作日平均30分钟一班，节假日每天10班且仅终到里昂）
- 马孔—布雷斯地区布尔格—昂贝略（停靠沿途所有车站，每天10班左右）
- 昂贝略—屈洛兹—尚贝里-沙勒莱索站（停靠沿途所有车站，每天7班左右，部分班次延伸到里昂）

### 航空
距离昂贝略昂比热最近的民用航空站为里昂圣埃克絮佩里机场，距离昂贝略昂比热市中心的最短公路里程约49公里。

### 城市公共交通
昂贝略昂比热城市公共交通（商业名称为）是当地的城市公共交通系统。截至2021年6月，该系统共包括3条公交线路，路网覆盖了昂贝略昂比热市区内的主要街道和居民区。

## 政治

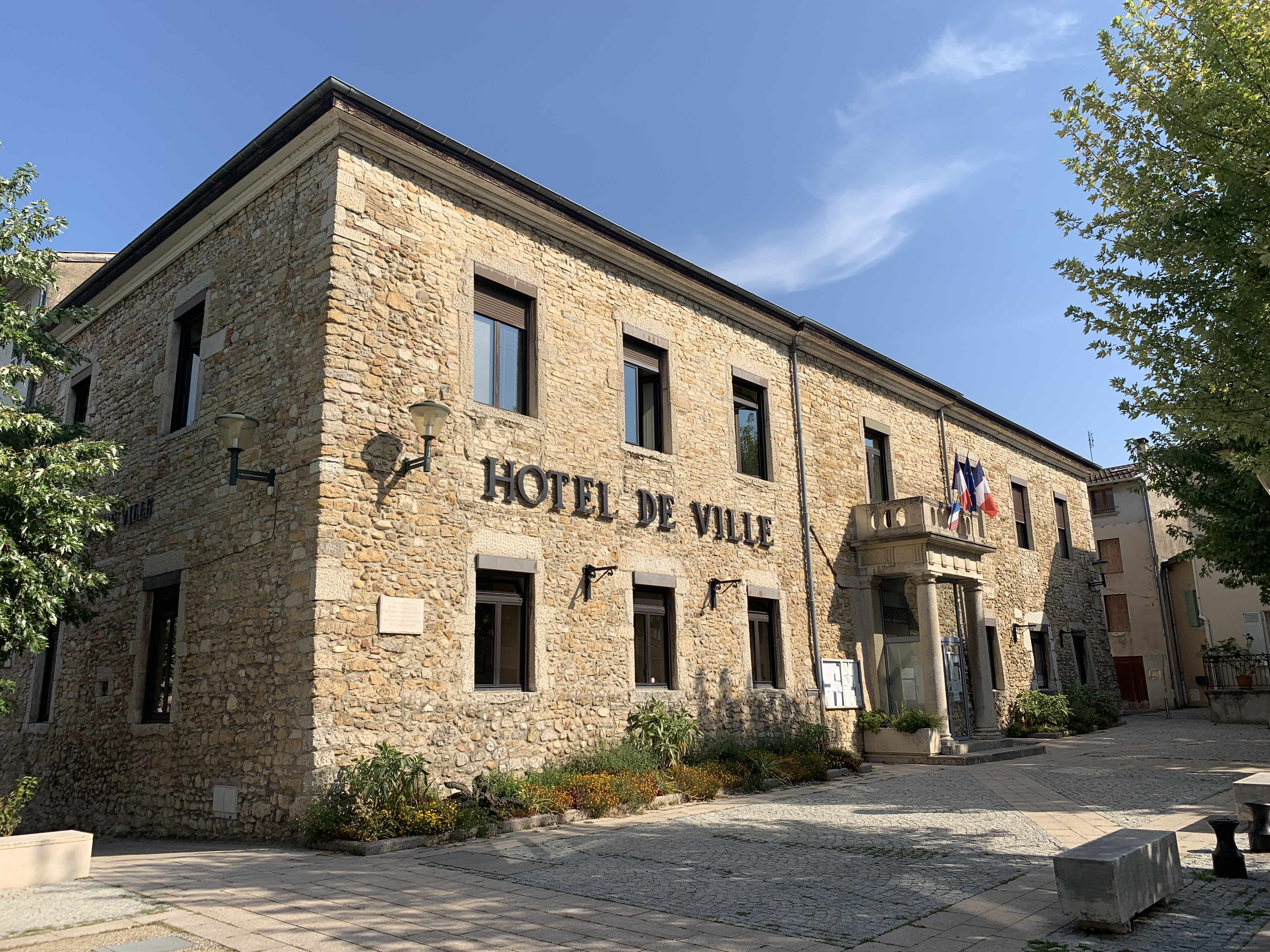
昂贝略昂比热市政厅

昂贝略昂比热的现任市长为达尼埃尔·法布尔先生（Daniel Fabre），他是民主人士和独立人士联盟的一名成员，在2020年的市政选举中获得了50.98%的支持率。
在2017年的法国总统大选中，法国第25任总统埃马纽埃尔·马克龙在昂贝略昂比热获得了58.89%的支持率。
| 昂贝略昂比热历届市长 |                                        |                                |
| 任期                 | 市长                                   | 党派                           |
| 1944年－1965年       | Léon Tournier-Billon 莱昂·图尼耶-比永  | SFIO工人国际法国支部           |
| 1965年－1977年       | Paul Combier 保罗·孔比耶               | SFIO工人国际法国支部 →PS社会党 |
| 1971年－1977年       | Antoine Buy 安托万·比                  | DVG左翼无党派人士              |
| 1977年－1992年       | Robert Marcelpoil 罗贝尔·马塞尔普瓦尔  | DVD右翼无党派人士              |
| 1992年－1995年       | Gilles Bolliet 吉勒·博利耶             | DVD右翼无党派人士              |
| 1995年－2008年       | Gilles Piralla 吉勒·皮拉拉             | DVD右翼无党派人士              |
| 2008年－2014年       | Josiane Exposito 若西雅娜·埃克斯波西托 | PS社会党                       |
| 2014年－             | Daniel Fabre 达尼埃尔·法布尔           | UDI民主人士和独立人士联盟      |

## 人口
2018年，昂贝略昂比热市镇人口数量为14,204，在法国排名第686位。其中男性6,823人，女性7,212人，75岁及以上人口占7.1%，外籍人口数量为3,068人，人口密度为577人/平方公里，当地居民被称为（男性）或（女性）。2019年，昂贝略昂比热境内出生220人，死亡人口158人。
| 年份   | 1936  | 1946  | 1954  | 1962  | 1968  | 1975  | 1982  | 1990   | 1999   | 2006   | 2011   | 2016   | 2018   |
| ------ | ----- | ----- | ----- | ----- | ----- | ----- | ----- | ------ | ------ | ------ | ------ | ------ | ------ |
| 人口數 | 6,846 | 7,142 | 7,159 | 7,748 | 8,949 | 9,550 | 9,737 | 10,455 | 11,436 | 12,709 | 13,839 | 14,081 | 14,204 |

## 经济

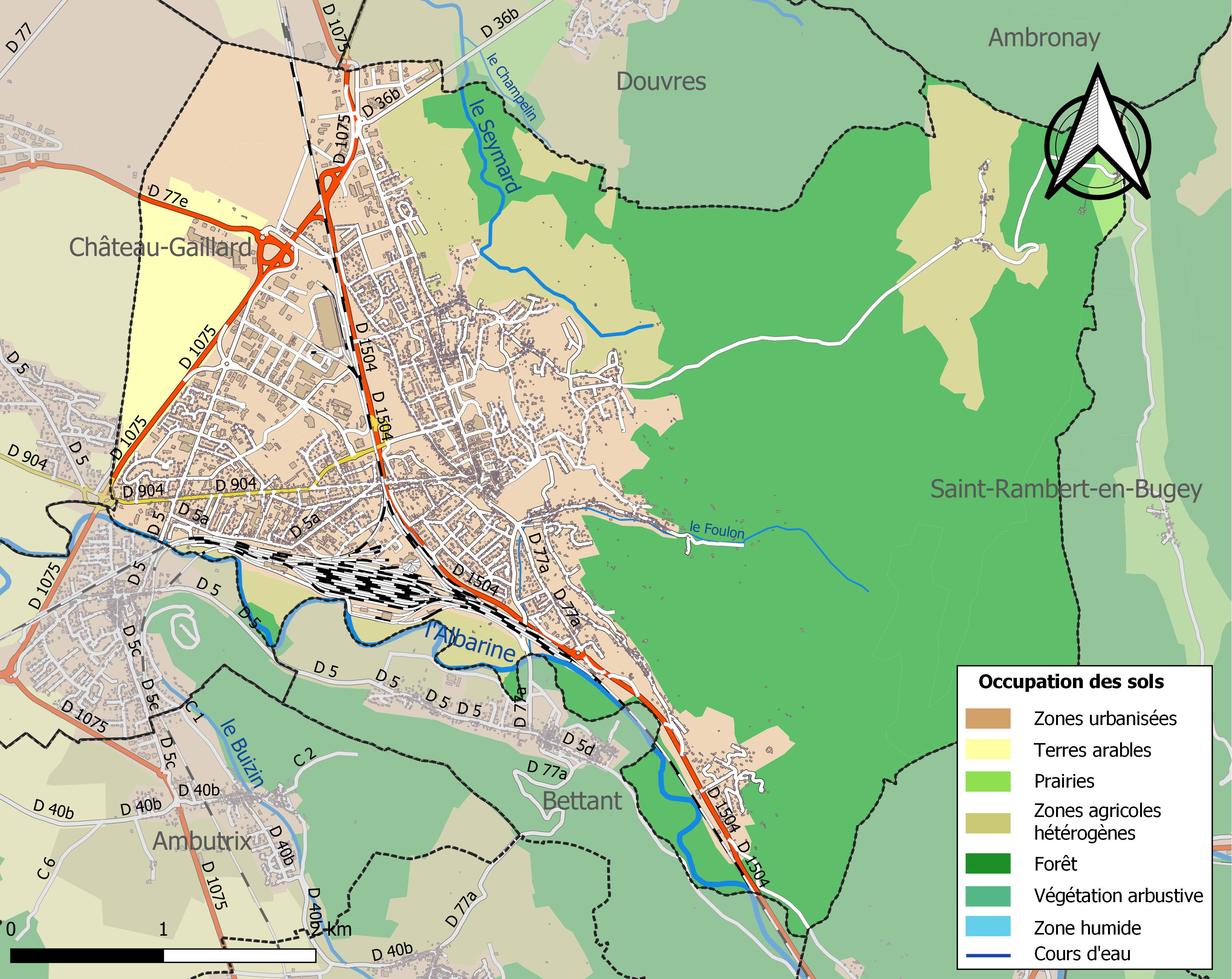
昂贝略昂比热土地利用情况地图

昂贝略昂比热是一个区域性的中心城市，截至2021年6月，当地共有各类用人单位1,896家，平均历史为15年，其中97.68%为中小型企业（PME）。（大型零售）、（内衣生产）及（金属矿物销售）是当地2019年营业额最高的三个企业，分别为58,079,507欧元、33,199,694欧元和26,603,975欧元。

## 财政收入
2019年，昂贝略昂比热的财政收入总额为16,733,700欧元，财政支出总额为16,035,600欧元，当年的债务总额为11,990,900欧元。2020年，昂贝略昂比热共获得1,573,380欧元的国家财政补助，比上一年减少了0.02%。
2017年，昂贝略昂比热的人均月收入总额为2,229欧元，其中高级职员为3,889欧元，低于法国平均水平（4,214欧元）；中级职员为2,510欧元，高于法国平均水平（2,353欧元）；普通职员为1,644欧元，低于法国平均水平（1,690欧元）。
2017年，昂贝略昂比热境内的青壮年（15至64岁）失业率为14.9%，当地49.9%的家庭拥有纳税资格，平均纳税3,197欧元，低于法国平均水平（3,888欧元）。

## 社会事务

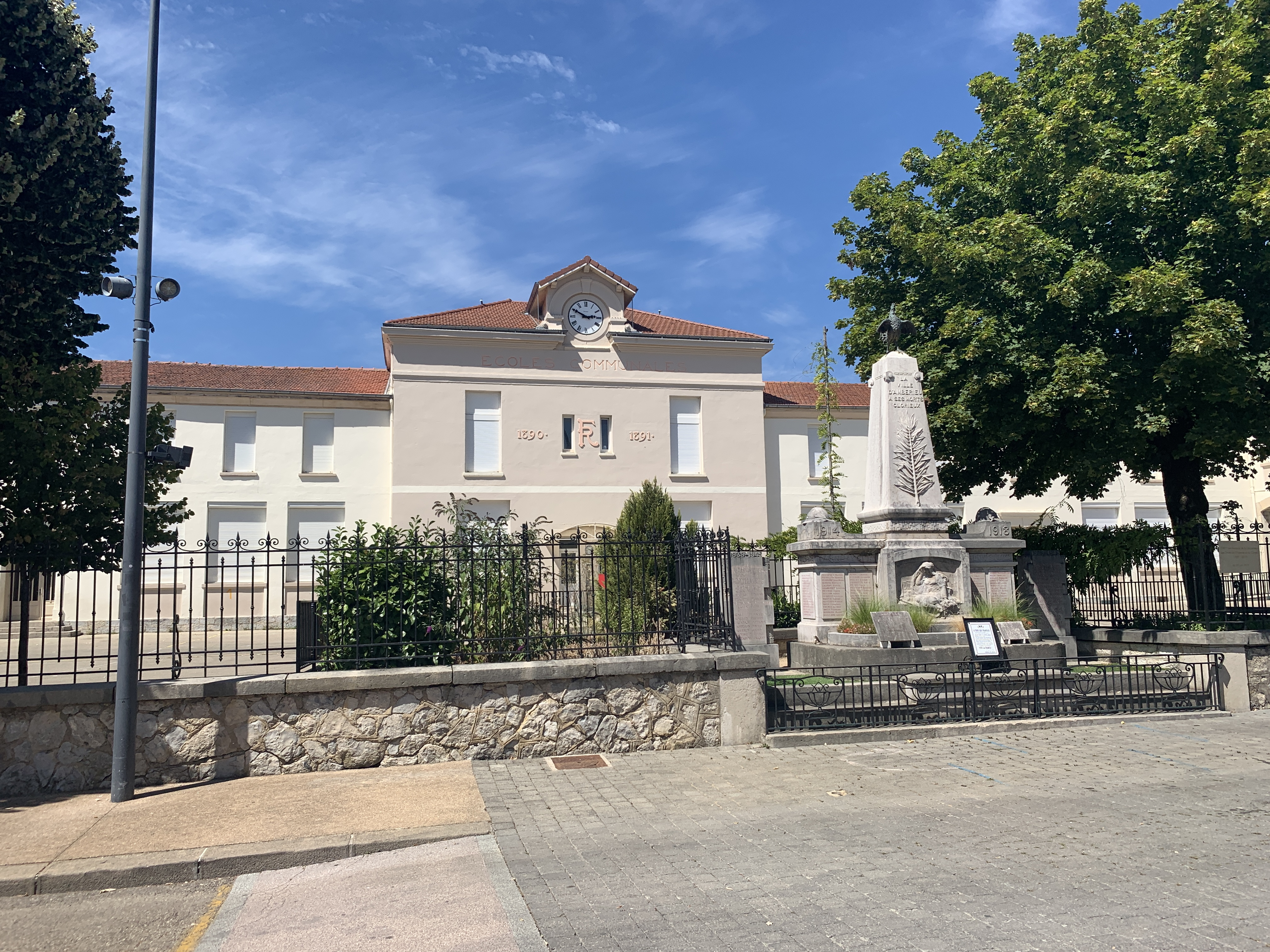
昂贝略昂比热的一所学校

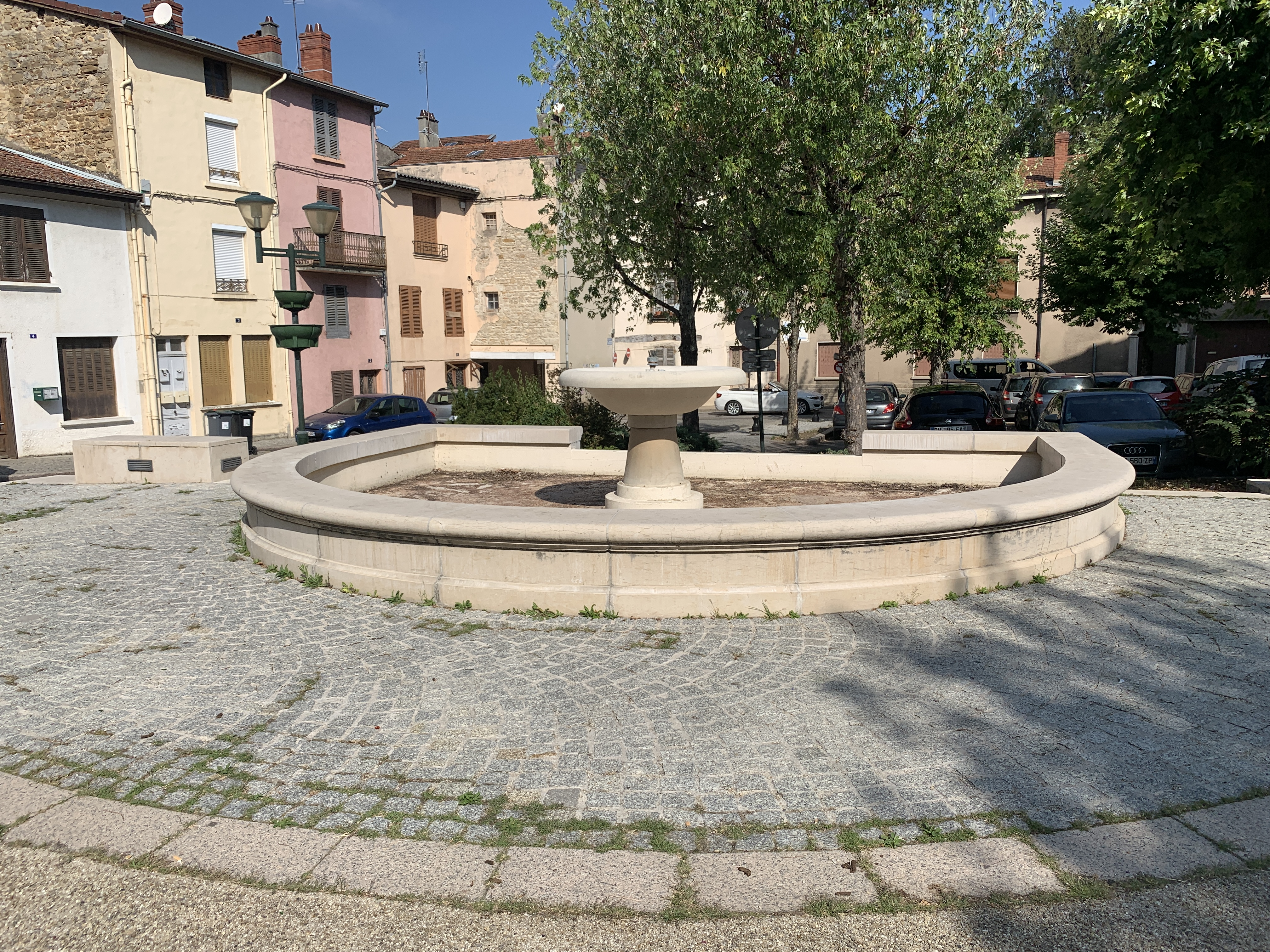
马塞尔普瓦尔喷泉

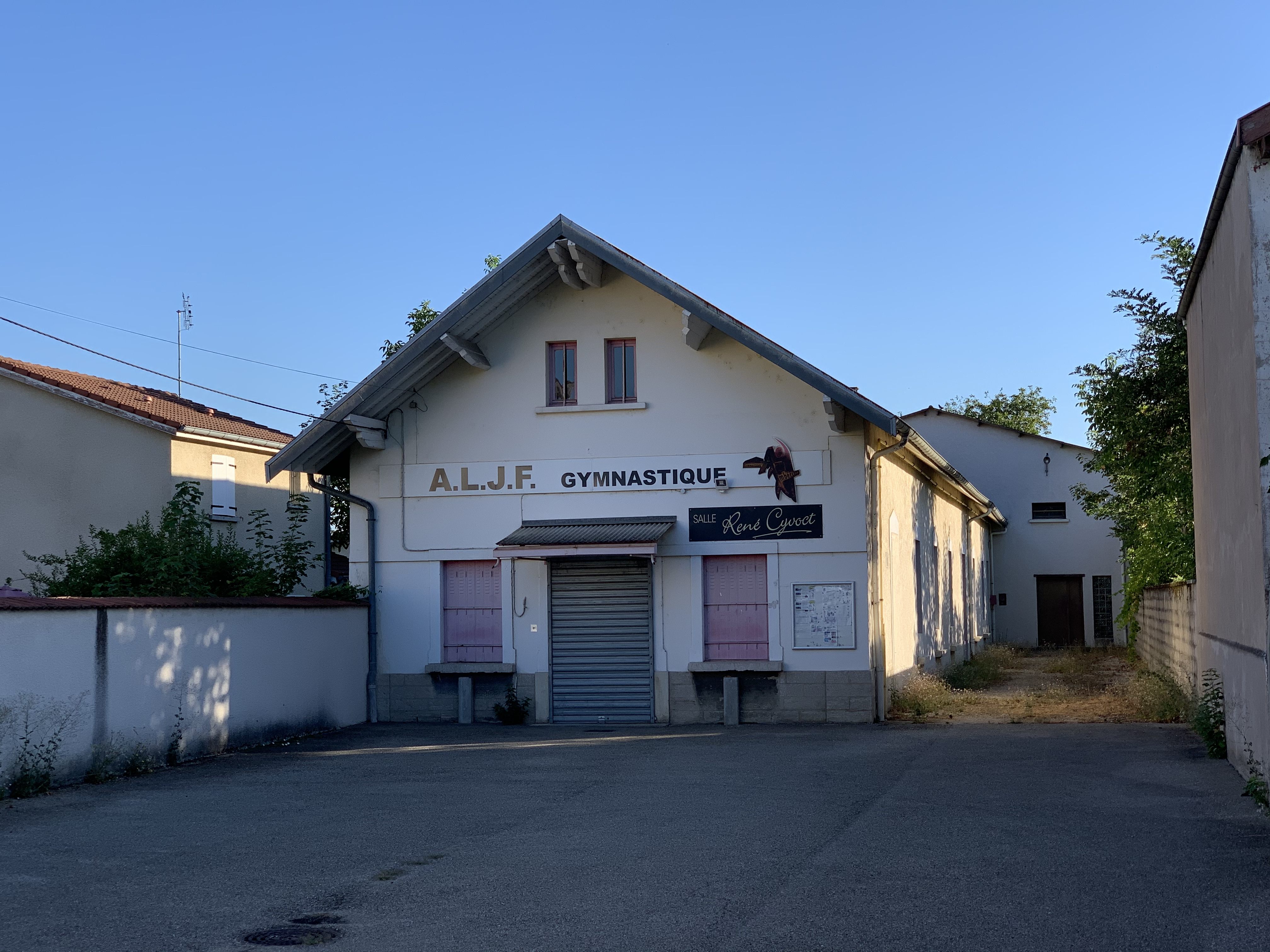
昂贝略昂比热的一处健身房

### 教育
昂贝略昂比热属于里昂学区。截止2019年1月1日，昂贝略昂比热境内共有3所幼儿园、4所小学、2所初级中学、1所普通高中和1所职业高中。 2018至2019学年度，昂贝略昂比热境内共有在校中等教育阶段学生2,660名。

### 医疗
截止2019年1月1日，昂贝略昂比热境内共有全科医生25名、保健师26名、牙医13名、护士21名、耳科医生5名、眼科医生7名、皮肤科医生1名、助产士4名、儿科医生2名和妇科医生8名。境内共有药房6家、养老院2家。
昂贝略私立医院（Hôpital Privé d'Ambérieu）是当地的一家综合性私人医疗机构，成立于2015年，位于昂贝略昂比热市中心，设有床位95个。距离昂贝略昂比热最近的公立医疗机构则是位于梅克西米约的“吕韦中心医院”（Centre Hospitalier C.J. Ruivet）。

### 住房
2017年，昂贝略昂比热境内共有各类住房7,217套，其中42.9%为独立式居民区，56.7%为集中式居民区。常住房屋占昂贝略昂比热市镇范围内居民建筑总量的88.7%。
在住房保障政策方面，2017年，昂贝略昂比热境内共有1,720户家庭获得了住房经济补助，受益人数占总人口数量的12.3%，其中1,625份为房租补助。

### 商业
2019年，昂贝略昂比热境内共有各类实体商铺408家，其中餐厅45家、大型超市10家、杂货店7家、面包房10家、肉铺8家、书店4家、装饰品店2家、银行门店12家、美容美发店23家、汽车维修店25家。市区西北部建有Intermarché大型购物商场。

### 体育
2019年，昂贝略昂比热境内共有1家游泳池、5间体育馆、2座综合体育场、8处网球场、1处马术场、1处足球或橄榄球场以及5处篮球或排球场。
昂贝略足球俱乐部（Ambérieu F.C.）是当地的一支足球队，2021至2022赛季参加安省足球联赛。

### 环境
昂贝略昂比热的环境事务由其所属的公共社区负责。2019年，昂贝略昂比热境内共有1家污染企业。

### 治安
2019年，昂贝略昂比热市镇范围内有1处宪兵队。
2014年，昂贝略昂比热及附近地区共发生各类案件3,275起，其中盗窃类案件1,959起，经济类案件345起，毒品交易类案件203起。

## 文化
2019年，昂贝略昂比热境内有1家电影院。昂贝略昂比热市政府提供多媒体中心，向公众全年开放。

### 建筑
昂贝略昂比热境内有多处历史建筑，其中莱萨利姆城堡、圣日耳曼城塞等为法国国家文物保护单位。

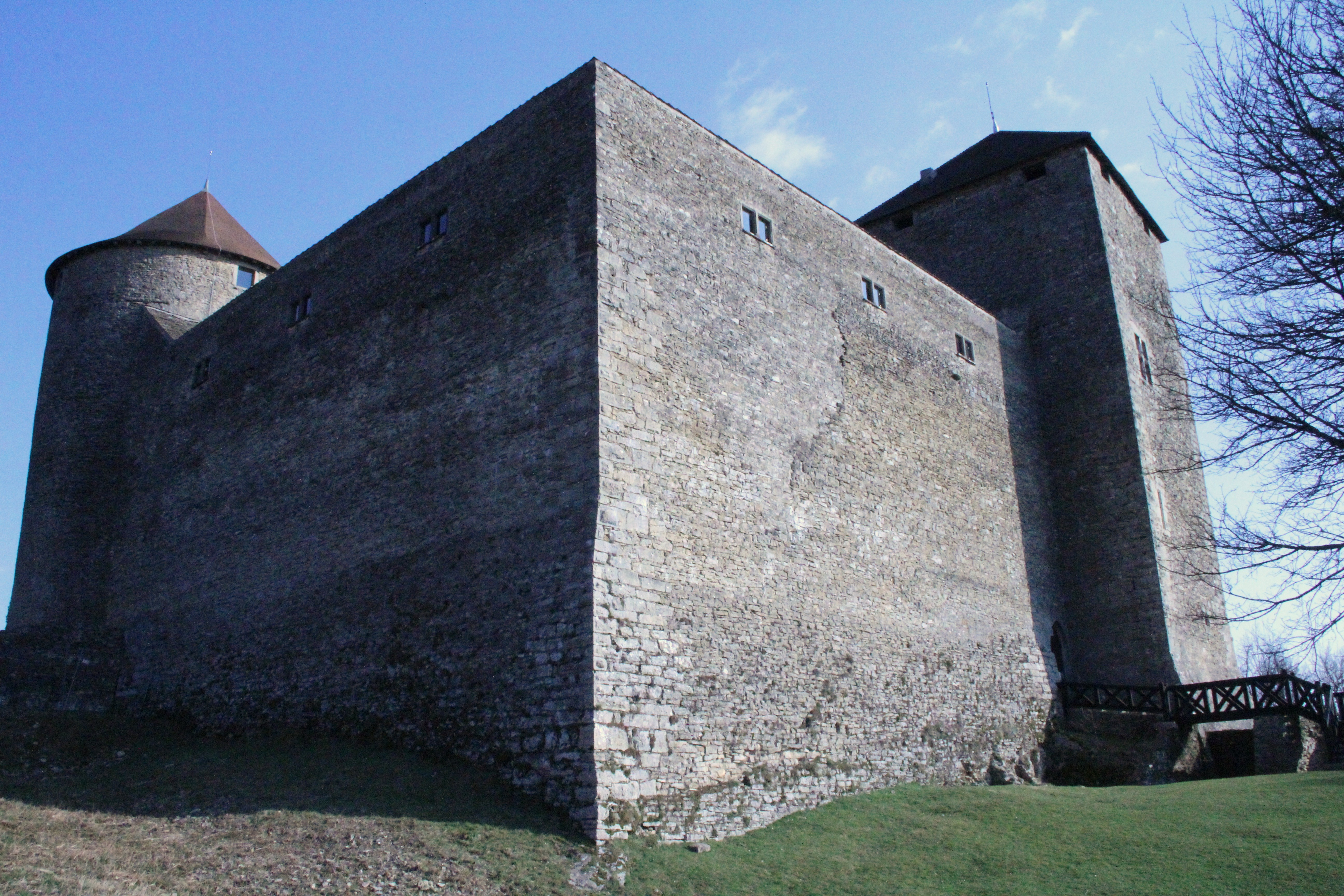
莱萨利姆城堡（法语：Château des Allymes）
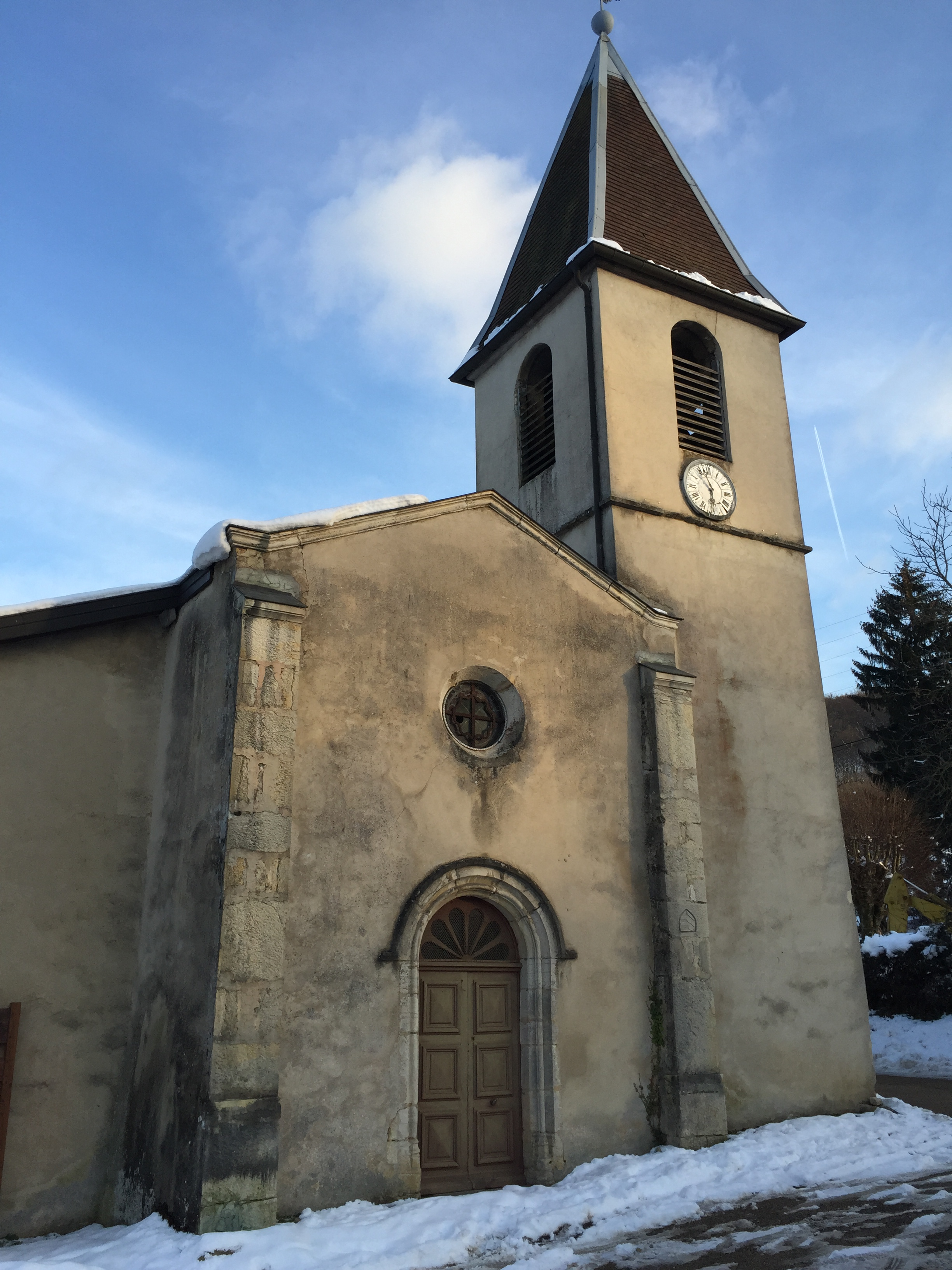
莱萨利姆教堂
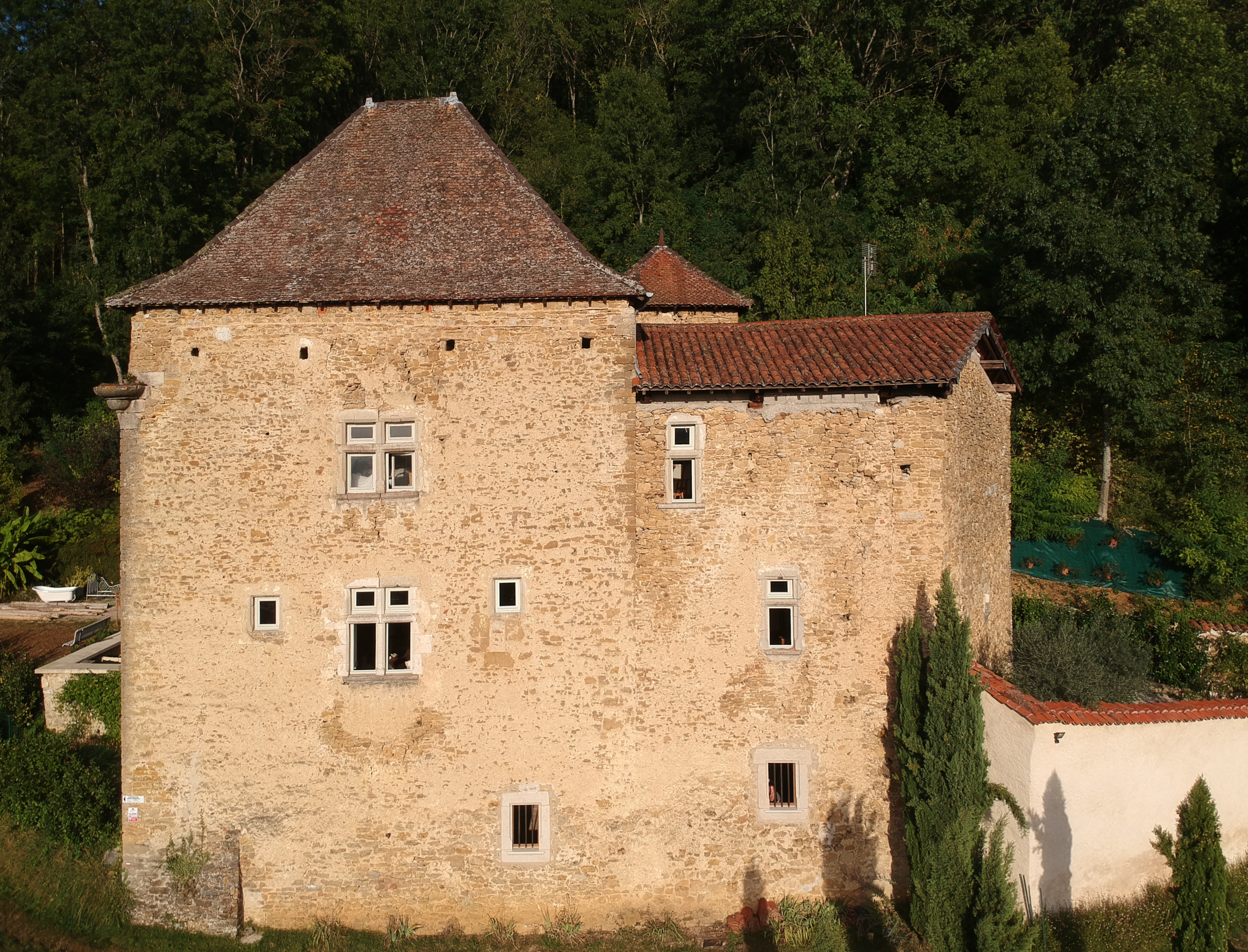
圣日耳曼城塞（法语：Maison forte de Saint-Germain）
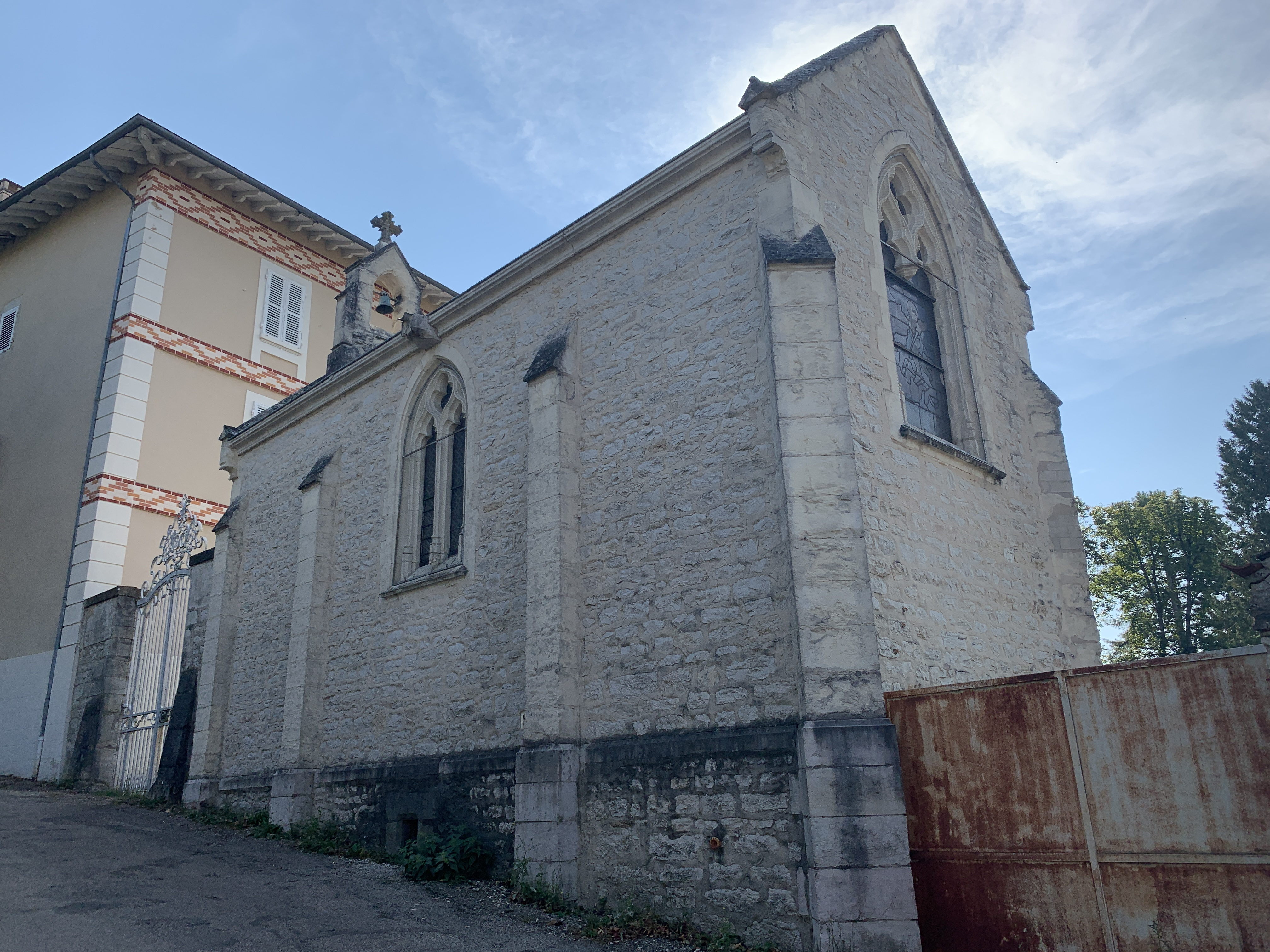
蒂雷城堡小教堂
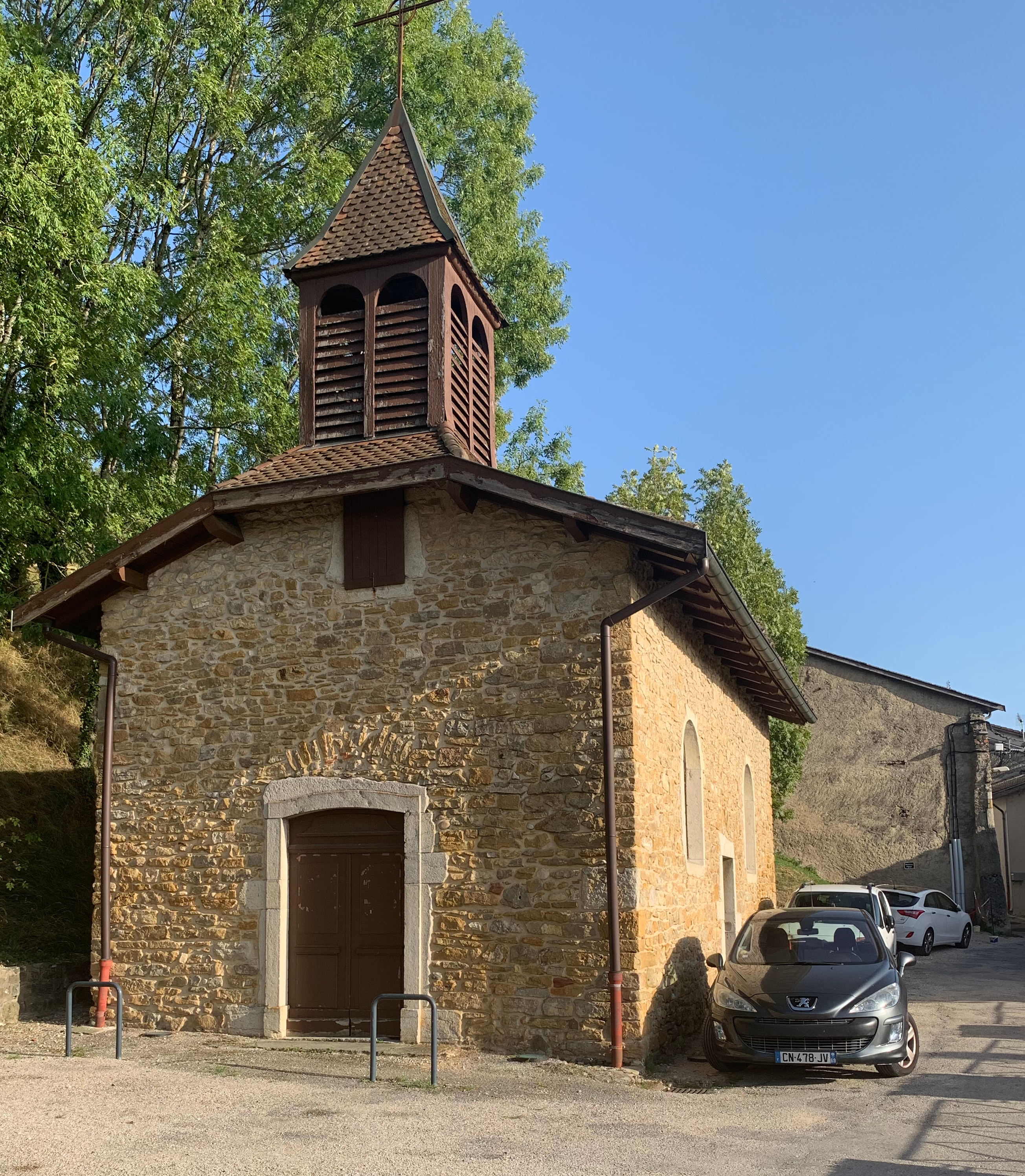
山岭圣母小教堂
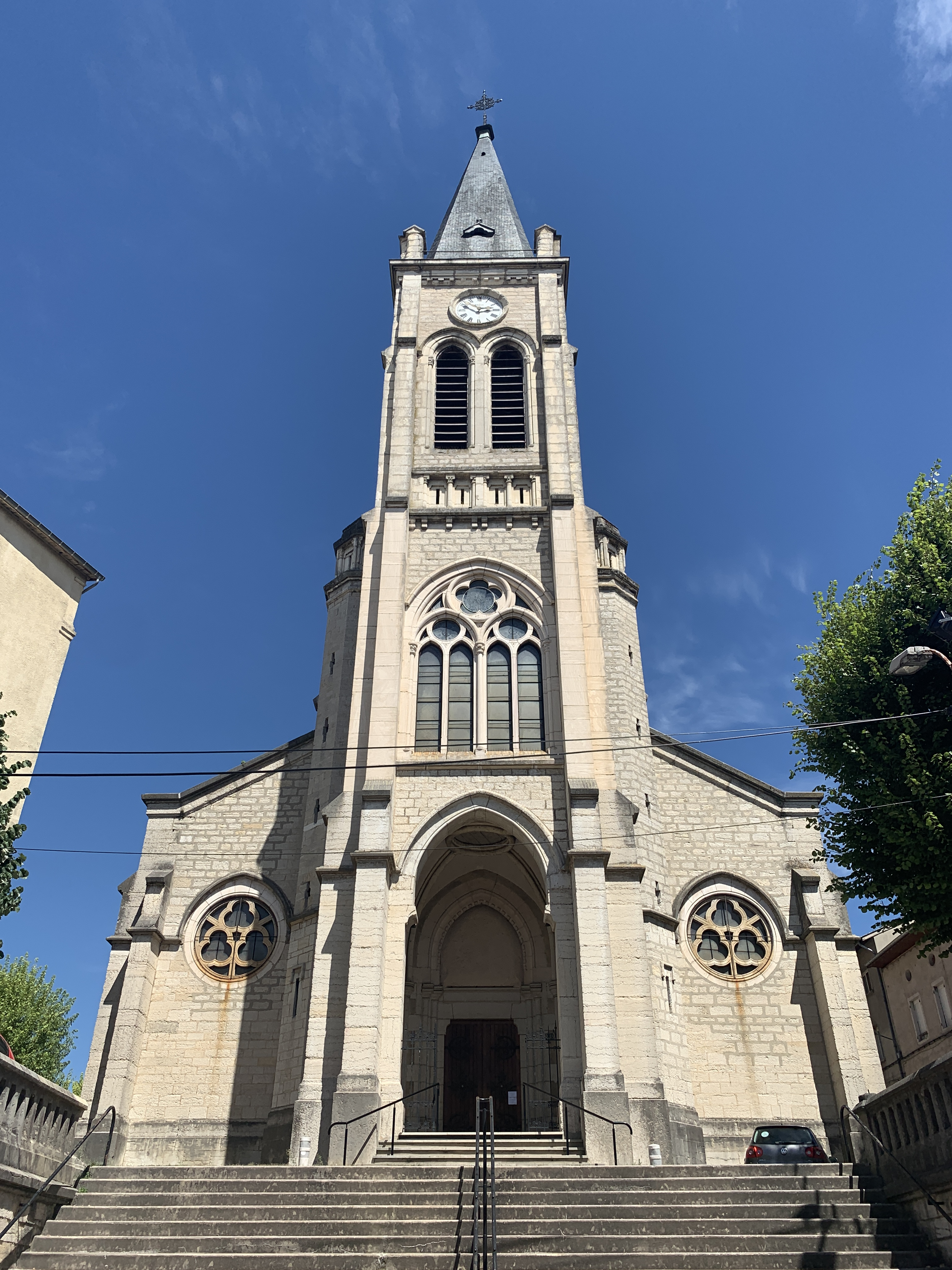
圣桑福里安教堂
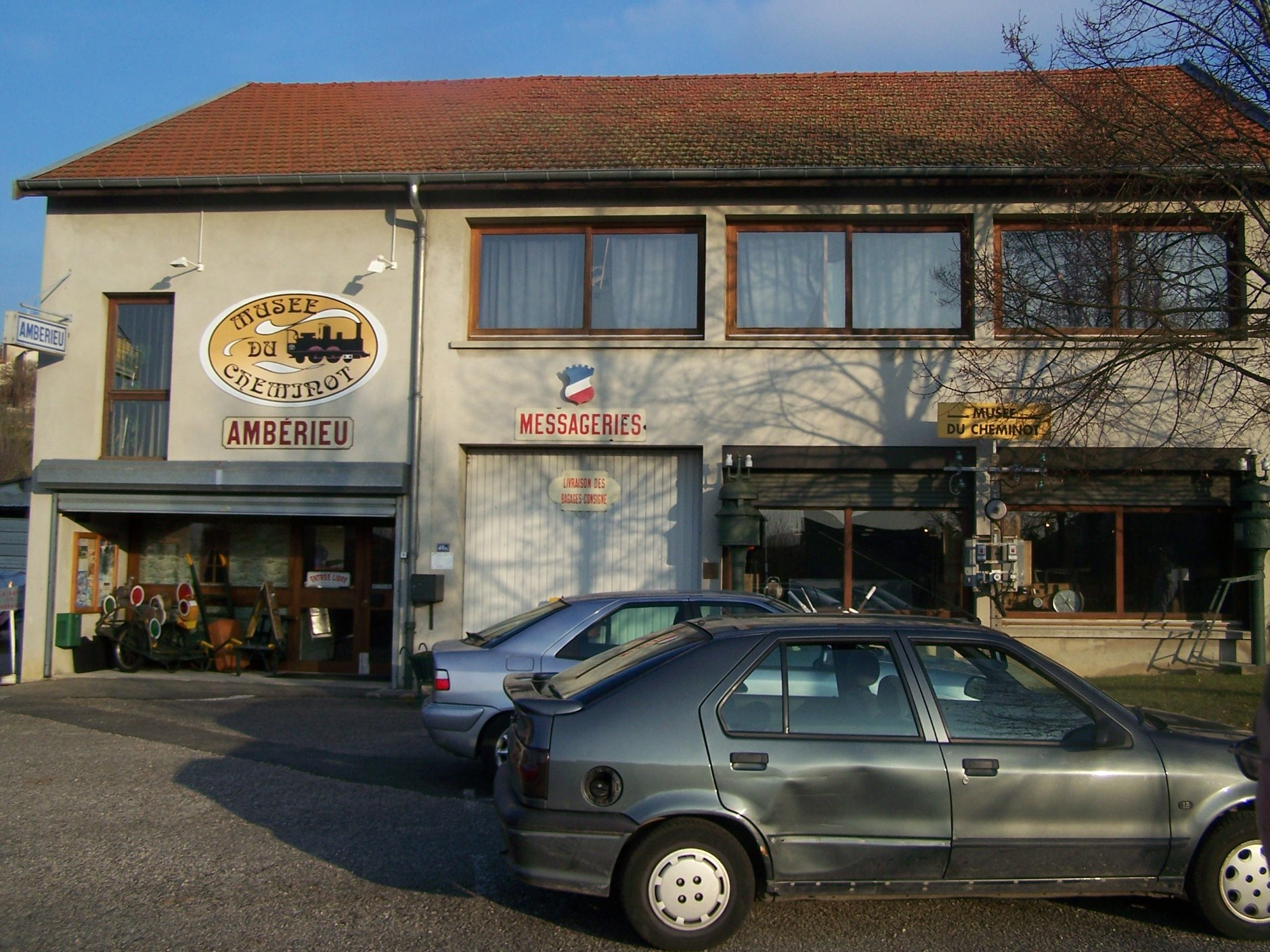
铁路工人博物馆（法语：Musée du cheminot d'Ambérieu-en-Bugey）

### 旅游
昂贝略昂比热的旅游事务由其所属的公共社区负责。2020年，昂贝略昂比热境内共有1家酒店共计34间房间。

### 媒体
法国主要的媒体均可在昂贝略昂比热接收，法国电视三台下属的奥弗涅-罗讷-阿尔卑斯大区频道在部分时段播出昂贝略昂比热所属区域的地方新闻。

## 相关人物
法国女模特德妮丝·佩里耶和足球运动员马蒂厄·戈尔热兰出生于昂贝略昂比热。

## 友好城市
截至2021年6月，昂贝略昂比热共与一座城市互为友好城市关系：
- 德国 梅灵